# Puente Huérfanos
El puente Huérfanos o pasarela peatonal Huérfanos es un puente atirantado ubicado en la comuna de Santiago, en la ciudad homónima, la capital de Chile, y cruza la Autopista Central y la línea 2 del Metro de Santiago. Es la continuación peatonal de la calle Huérfanos, y une el centro histórico con el barrio Brasil.

## Historia
Construido en cinco meses, el puente fue inaugurado por el alcalde Jaime Ravinet y el ministro de Obras Públicas de la época, Ricardo Lagos, el 18 de noviembre de 1997. Tuvo un costo de 120 millones de pesos de la época, los que fueron financiados en conjunto por la municipalidad de Santiago y el Ministerio de Obras Públicas.
El viaducto fue diseñado por el arquitecto Roland Schulz.

## Descripción
El puente une la calle Huérfanos al llegar a calle Tucapel Jiménez, frente al Registro Civil, con su esquina en Manuel Rodríguez poniente, pasando sobre la avenida Manuel Rodríguez, la Autopista Central y la línea 2 del Metro, justo al sur de la estación Santa Ana. Cuenta con un largo de 109 metros y una altura de 29 metros. La amplitud de la calzada es de cuatro metros y la altura de ambos postes de sustentación de la estructura peatonal, en hormigón armado y diseño horquilla, es de 19 metros. Posee ascensores en sus extremos para personas con movilidad reducida, con capacidad para ocho a diez personas en cada viaje, los cuales a pocos meses de inaugurados quedaron fuera de servicio.